# Boufarik
 (février 2012).
Si vous disposez d'ouvrages ou d'articles de référence ou si vous connaissez des sites web de qualité traitant du thème abordé ici, merci de compléter l'article en donnant les références utiles à sa vérifiabilité et en les liant à la section « Notes et références ».
Boufarik (en arabe : بوفاريك, en berbère : Bufarik, en tifinagh : ⴱⵓ ⴼⴰⵔⵉⴽ), est une commune de la wilaya de Blida en Algérie, située à 14 km de la ville de Blida et à 35 km d'Alger. Elle abrite la base aérienne qui regroupe les escadres de transport aérien tactique de l'armée de l'air algérienne. Connue pour la qualité supérieure de ses oranges. La boisson populaire Orangina était produite dans cette ville.

## Géographie

### Localisation
La commune de Boufarik est située au nord de la wilaya de Blida. Son chef-lieu est situé à 35 km au sud-ouest d'Alger et à 13 km au nord-est de Blida.
| Benkhelil  | Wilaya d'Alger, Forêt de Mahelma | Wilaya d'Alger |
| Benkhelil  | Boufarik                         | Chebli         |
| Beni Mered | Guerouaou, Soumaa                | Bouinan        |

### Relief et hydrologie
Boufarik est située au centre de la plaine de la Mitidja.

### Localités de la commune
Lors du découpage administratif de 1984, la commune de Boufarik est constituée à partir des localités suivantes :
- Boufarik
- Sidi Madani
- Sidi Mahfoud
- Souk Ali
- Bouamrous
- Bouyagueb
- Cité Bellouche
- Base aérienne
- Unités agricoles Souidani : Bendalla, Menaa, Medjadji, Boulila, Amiar, Bendar, Aouadi, Zemouri, Iboud, Faïdi, Si Smaïl, Reguieg
- Partie Sud des unités : Safta, Messous, Karrar

## Évolution démographique
| 1873  | 1884  | 1892  | 1897  | 1902  | 1926   | 1931   | 1936   | 1948   |
| ----- | ----- | ----- | ----- | ----- | ------ | ------ | ------ | ------ |
| 7 814 | 6 512 | 8 049 | 8 722 | 9 178 | 13 200 | 14 800 | 15 600 | 21 500 |

| 1954   | 1966   | 1977   | 1987   | 1998   | 2008   | 2014   | - | - |
| ------ | ------ | ------ | ------ | ------ | ------ | ------ | - | - |
| 23 000 | 24 100 | 33 600 | 41 300 | 48 800 | 71 446 | 79 518 | - | - |

## Administration et politique

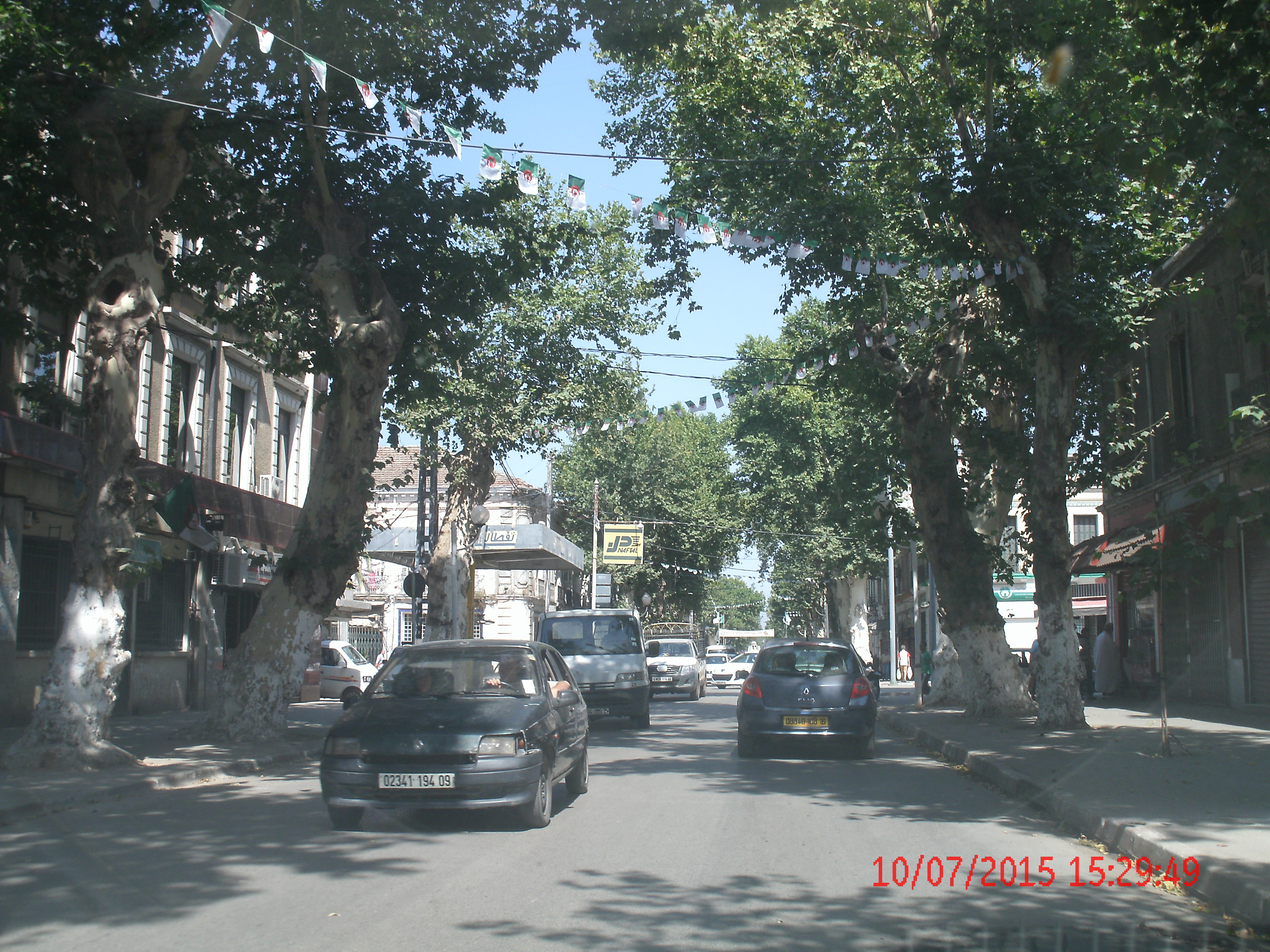
La rue principale à Boufarik

| Période                                  | Période  | Identité                      | Étiquette              | Qualité                 |
| ---------------------------------------- | -------- | ----------------------------- | ---------------------- | ----------------------- |
| 1851                                     | 1861     | Pierre-Martin Borély la Sapie |                        | 1er maire de la commune |
| 1862                                     | 1864     | Mauger                        |                        |                         |
| 1864                                     | ?        | Ribouleau                     |                        |                         |
| 1877                                     | ?        | Parodi                        |                        |                         |
| ?                                        | 1881     | Fourrier                      |                        |                         |
| 1881                                     | 1903     | Polycarpe Gros (fils)         |                        |                         |
| ?                                        | ?        | Sylvain Guizard               |                        |                         |
| ?                                        | ?        | Dr Perudan                    |                        |                         |
| 1926                                     | 1956     | Amédée Froger                 |                        | Assassiné               |
| 1957                                     | 1962     | François Peyronnet            |                        | Assassiné               |
| 2007                                     | 2012     | Abdelkader Djari              |                        |                         |
| 2012                                     | 2017     | Kamel Othmani                 | Parti des travailleurs |                         |
| 2017                                     | en cours | Nacer Bentekkouka             | FLN                    |                         |
| Les données manquantes sont à compléter. |          |                               |                        |                         |

## Vie quotidienne

### Transports

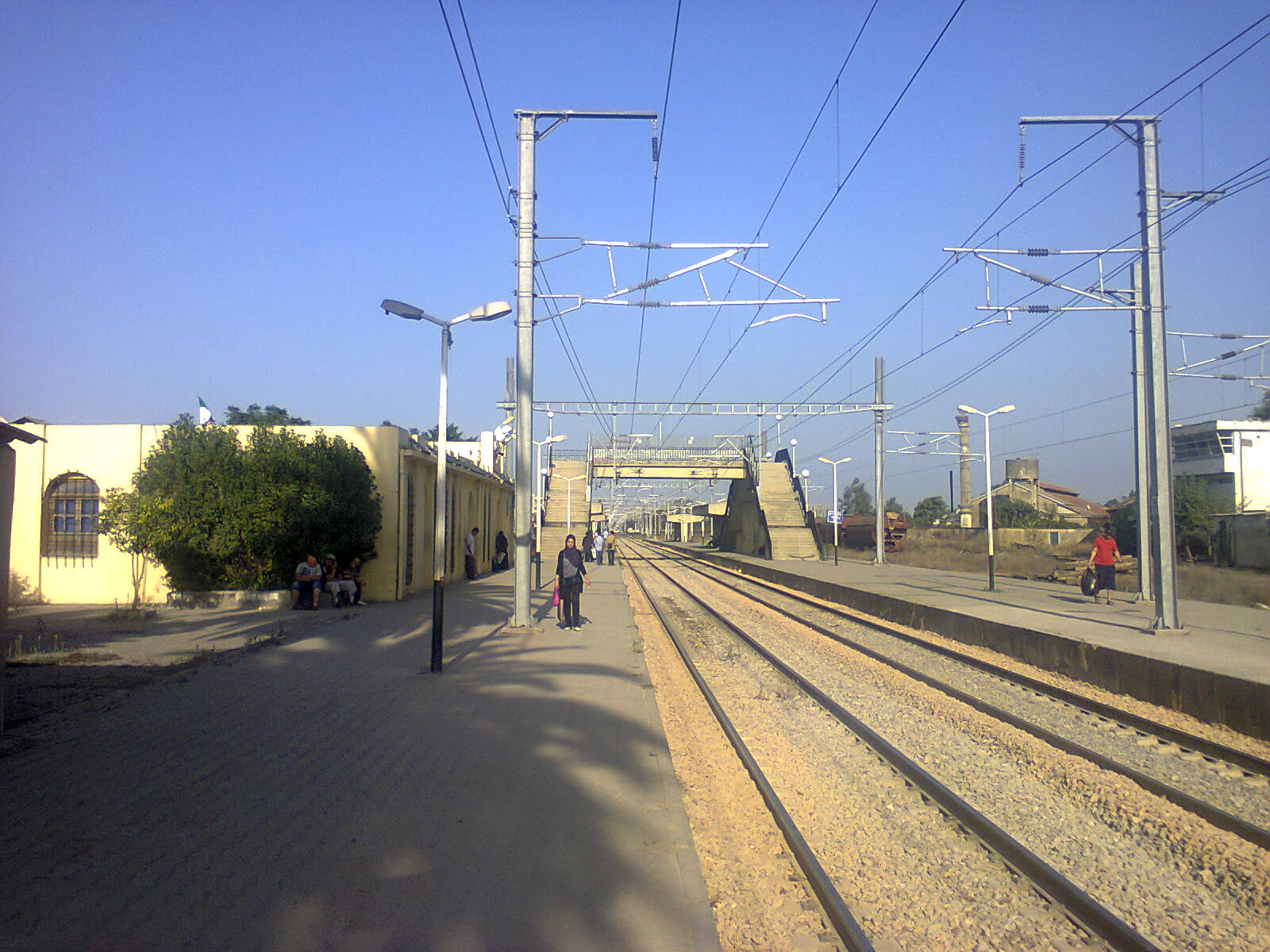
La gare ferroviaire de la ville de Boufarik, Blida

La ville de Boufarik est desservie par plusieurs moyens de transport en commun (bus, taxis, trains de banlieue...), elle dispose d'un axe routier important reliant Alger et Blida, d'un chemin de fer modernisé (électrifié et à double voie) reliant Alger à l'ouest algérien en passant par Blida.
Boufarik est ainsi reliée au réseau ferré Algérois par l'intermédiaire de la Gare de Boufarik située sur la branche Alger-El Affroun.

### Sports
Le club omnisports WA Boufarik, fondé en 1945, comprend des équipes de football, de basket-ball, de gymnastique, vélo et de boxe ainsi une équipe de handball et de volley-ball, de handisport, de bouliste et d’athlétisme.

## Personnalités liées à la commune
- Jonathan Holden (1828-1906), propriétaire de vignes.
- Pierre Martin Borély de la Sapie (1814-1895), né à Seyne, Colon en Algérie, agriculteur, premier maire de Boufarik (Alger), maire de Blida, officier de la Légion d'honneur, conseiller général d'Alger, président de la commission consultative d'agriculture du département d'Alger, membre de nombreuses commissions. Il fit ses études classiques au Lycée d'Avignon et se distingua pendant l'épidémie de choléra (1841). Venu en Algérie en 1843 et obtint une concession à 4 km de Boufarik. Dans ce lieu insalubre, en deux ans, il procéda à l'assainissement du sol par assèchement de marécages et y implanta une propriété agricole florissante, le domaine de Soukaly : 80 hectares irrigués, plantation de 45 hectares de vignes, 30 hectares d'orangeries, de plantations de toutes sortes d'arbres fruitiers, de mûriers, de vignes, prairies, troupeaux de vaches, élevage de chevaux, bâtiments de ferme et villas. En 1905, le centre de population de Sidi Ali, sur la commune mixte de Djendel, près de Médéa, dans le département d'Alger, fut baptisé en son honneur "Borély-la-Sapie" (renommé Ouamri depuis 1962). Sa statue figurait sur le Monument de la colonisation de l'Algérie à Boufarik. Sous son impulsion, plusieurs habitants de Seyne et des environs partirent chercher fortune en Algérie plutôt qu'en Amérique.
- Léon Chiris (1839-1900), industriel en parfumerie.
- Bob Walter (1856-1907), danseuse exotique, pilote d'automobile.
- Joseph Serda (1880-1965), homme politique.
- Pierre Chesneau (1902-1986), joueur de football international.
- Jean-Claude Beton (1925-2013), fondateur de la Compagnie Orangina.
- Mahmoud Zemmouri (1946-2017), acteur et cinéaste.